# 大河賢二郎
大河 賢二郎（おおかわ けんじろう、1945年10月24日 ‐ ）は、日本の高校野球・大学野球・社会人野球指導者、元社会人野球選手（内野手、外野手）。香川県高松市出身。

## 来歴
高松市立亀阜小学校から高松市立紫雲中学校に進学。紫雲中野球部では1番・三塁手だった。香川県立高松高等学校の定時制課程に進学。1年秋から野球部ではレギュラーで2年夏には北四国大会に1番・二塁手として出場。専修大学のセレクションに合格したが、家庭の事情で進学できず、当時阪神大学野球連盟所属の大阪商業大学に進学した。
1969年に卒業後は鐘淵化学硬式野球部で外野手として5年間プレーし、1974年からは4年間監督を務め、1975年の第2回社会人野球日本選手権大会では優勝を果たした。
1979年に、尽誠学園高等学校に招聘され、系列の香川短期大学の事務職員となると同時に尽誠学園高等学校野球部監督に就任。1983年の第55回選抜高等学校野球大会で甲子園初出場を果たすと、1998年春に辞任するまで春4度、夏4度の甲子園出場し、ベスト4進出を2度記録した。退任後は松阪大学（のち三重中京大学）でコーチを務めた、のち監督も務めた
現在は尽誠学園高校野球部顧問（総監督）[3]

## 指導した選手
- 田中実
- 伊良部秀輝
- 佐伯貴弘
- 宮地克彦
- 谷佳知
- 則本昂大